# Sadi
Sadi, s pravim imenom Abu Abdelah Mošarefodin Ebn Moslehodin, perzijski pesnik, pisatelj (pisal tudi v arabščini), lirik in stilist, * Širaz 1184, † 1283-1291, Širaz.
30 let (1226-1256) je preživel na potovajih po severni Afriki in Bližnjem vzhodu. Čisto liriko je dvignil nad obliko klasične kaside in jo prežel z ljudsko modrostjo ter strastjo. V verzih je leta 1257 najprej zbral  Sadni Vrt (Bustan), ki v 10 spevih in okoli 4000 dvojnih verzih slikovito in prodorno razpravlja o različnih temah, med drugim o pravici, resnici, dobroti in ljubezni. Zaradi epigramske jedrnatosti so mnogi verzi ponarodeli in postali ljudksi pregovori. Sadi je zaslovel zaradi del:
- Gulistan (1258)
- Šahnamej (1010, Firduzi)
- Masnavija (Rumi)

Napisal je tudi več »pisem«, različnih po slogu in vsebini; med njima subtilna Razprava o umu in spoznavanju boga. Poleg vsega tega je Sadi tudi avtor elegičnih hvalnic in ironičnih mističnih gazel.